# Habib Merheg
Habib Merheg Marún (Pereira, 1963) es un economista y político colombiano, miembro del Movimiento Colombia Viva, que se desempeñó como Senador de la República de Colombia entre 2002 y 2009. Es investigado por el proceso de parapolítica y presuntos nexos con grupos armados ilegales, por dicho proceso Merheg estuvo fugitivo en Líbano desde el año 2010 y regresó al país en octubre de 2018 para someterse a la Justicia Especial para la Paz.

## Biografía
Nació en Pereira en 1963, en el seno de una rica familia de origen libanés. Estudio Economía en la Universidad de la Florida, y se especializó en Alta Gerencia y Gerencia Financiera en la misma institución. También posee una especialización en Finanzas de la Universidad de Georgetown, en política Internacional de la Universidad de Innsbruck en Austria, Alta gerencia de la Universidad de Los Andes y Derecho de las Telecomunicaciones de la Universidad Externado de Colombia.
Fue fundador y presidente de Cable Unión de Occidente, además de fundar de Cablecompras, Avanet Limitada, Noticolombia, Cable Bingo entre otras empresas. Previo a su ingreso al Congreso en el año 2002, constituyó empresas no solo en el Eje Cafetero, sino también el Norte del Valle, entre las que se destaca Cable Unión de Occidente, un operador de televisión por suscripción. Sin embargo, la empresa resultó involucrada en un proceso de lavado activos, sucesos que presuntamente se presentaron mientras Merheg estaba al frente de la compañía. El caso precluyó en el 2006.
En dicha época la Corte Suprema de Justicia archivó una investigación que también se adelantó en su contra, por un lío sobre derechos de autor en la comercialización de televisión por cable en el occidente del país. Merheg debió indemnizar a la firma 'Galaxi' que lo denunció por el perjuicio que causaba la empresa, al transmitir varios canales sin autorización y sin pagar los derechos de autor.[cita requerida]
En las elecciones legislativas de 2002 fue elegido Senador por el Partido Liberal, con 60.330 votos. En las elecciones legislativas de 2006 trató de reelegirse por el Partido de la U, pero fue expulsado junto con el Senador barranquillero Dieb Maloof por, supuestamente, tener vínculos con paramilitares. Tras tratar de ser recibidos en múltiples partidos de la coalición uribista, fueron finalmente admitidos en el Movimiento Colombia Viva, donde también se "refugiaron" los congresistas Vicente Blel y Jorge de Jesús Castro, que habían salido del Partido Cambio Radical y el Partido Liberal, respectivamente. Así, logró reelegirse con 50.901 votos en los comicios de 2006.
En mayo de 2009 renunció al Senado debido a que estaba siendo investigado por la Corte Suprema de Justicia, siendo reemplazado por Víctor Velásquez Reyes. Heredó su caudal político a su hermano Samy, que fue elegido Senador en 2010 por el Partido Conservador, y a su esposa Juliana Enciso Montes, que fue elegida diputada a la Asamblea Departamental de Risaralda en 2007.

## Congresista de Colombia
En las elecciones legislativas de Colombia de 2006, Merheg Marún fue elegido senador de la república de Colombia con un total de 50.901 votos. Anteriormente, en las elecciones legislativas de Colombia de 2002, Merheg Marún fue elegido senador de la república de Colombia con un total de 60.330 votos.

### Iniciativas
El legado legislativo de Habib Merheg Marún se identificó por su participación en las siguientes iniciativas desde el congreso:
- Las comunas o corregimientos tendrá una junta administradora local.[5]
- Permitir que el presidente de la República en ejercicio, o quien a cualquier título haya ocupado dicho cargo, pueda ser elegido hasta para un máximo de dos períodos, consecutivos o no (Aprobado).[6]
- Declara ilegal a toda persona natural o jurídica extranjera que en violación de los tratados limítrofes celebrados por Colombia intente establecer cualquier tipo de Negociación más allá del límite que impone el Meridiano 82 (Archivado).[7]
- Regular el servicio exterior de la república y la carrera diplomático y consular (Retirado).[8]
- Ejercer una fuerza agresiva y coordinada de venta de productos colombianos en el exterior aprovechando toda una infraestructura ya desarrollada, que permita incrementar notablemente las exportaciones colombianas.[9]

## Carrera política
Su trayectoria política se ha identificado por:

### Partidos políticos
A lo largo de su carrera ha representado los siguientes partidos:
| Partido político         | Fecha Inicio        | Fecha Fin           |
| Movimiento Colombia Viva | 18 de enero de 2006 |                     |
| Partido de la U          | 2 de agosto de 2005 | 17 de enero de 2006 |
| Movimiento Colombia Viva | 18 de enero de 2006 | 1 de agosto de 2005 |
| Partido Liberal          | 20 de julio de 2002 | 17 de enero de 2006 |

### Cargos públicos
Entre los cargos públicos ocupados por Habib Merheg Marún, se identifican:
| Cargo público           | Partido político         | Fecha Inicio        | Fecha Fin           |
| Senador de la República | Movimiento Colombia Viva | 20 de julio de 2006 | 12 de mayo de 2009  |
| Senador de la República | Partido Liberal          | 20 de julio de 2002 | 19 de julio de 2006 |

## Controversias

### Parapolítica
La senadora Piedad Córdoba, durante la época de campaña al Congreso, vinculó el nombre del senador en una relación de políticos que aparentemente recibieron las directrices del exjefe paramilitar Carlos Mario Jiménez, alias 'Macaco', para definir a qué corporación tenían que aspirar. Según ella, este le ordenó a Merheg declinar su aspiración a ser alcalde de Pereira porque los 'paras' tenían otro aspirante. Aunque la Corte Suprema de Justicia le abrió una investigación, esta no pasó de la fase preliminar al no poderse comprobar sus vínculos con paramilitares.

### Investigación del Incoder
Fue investigado[¿cuándo?] por la sospechosa titulación de 16.330 hectáreas de tierras baldías por parte del gobierno nacional en el Departamento de Vichada a personas que le eran cercanas, en un aparente cambio de favores políticos usando tierras del estado Colombiano.